# Football League One 2006-2007
La Football League One 2006-2007, conosciuta anche con il nome di Coca-Cola League One per motivi di sponsorizzazione, è stato l'80º campionato inglese di calcio di terza divisione, nonché il 3º con la denominazione di League One. 

## Squadre partecipanti
| Squadra                | Città                    | Stadio                | Stagione precedente                                   |
| ---------------------- | ------------------------ | --------------------- | ----------------------------------------------------- |
| Blackpool              | Blackpool                | Bloomfield Road       | 19º posto in Football League One                      |
| Bournemouth            | Bournemouth              | Fitness First Stadium | 17º posto in Football League One                      |
| Bradford City          | Bradford                 | Valley Parade         | 11º posto in Football League One                      |
| Brentford              | Londra (Hounslow)        | Griffin Park          | 3º posto in Football League One                       |
| Brighton & Hove Albion | Brighton                 | Withdean Stadium      | 24º posto in Football League Championship, retrocesso |
| Bristol City           | Bristol                  | Ashton Gate           | 9º posto in Football League One                       |
| Carlisle United        | Carlisle                 | Brunton Park          | 1º posto in Football League Two, promosso             |
| Cheltenham Town        | Cheltenham               | Whaddon Road          | 5º posto in Football League Two, promosso             |
| Chesterfield           | Chesterfield             | Saltergate            | 16º posto in Football League One                      |
| Crewe Alexandra        | Crewe                    | Alexandra Stadium     | 22º posto in Football League Championship, retrocesso |
| Doncaster Rovers       | Doncaster                | Keepmoat Stadium      | 8º posto in Football League One                       |
| Gillingham             | Gillingham               | Priestfield Stadium   | 14º posto in Football League One                      |
| Huddersfield Town      | Huddersfield             | Galpharm Stadium      | 4º posto in Football League One                       |
| Leyton Orient          | Londra (Leyton)          | Brisbane Road         | 3º posto in Football League Two, promosso             |
| Millwall               | Londra (Bermondsey)      | The New Den           | 23º posto in Football League Championship, retrocesso |
| Northampton Town       | Northampton              | Sixfields Stadium     | 2º posto in Football League Two, promosso             |
| Nottingham Forest      | Nottingham               | City Ground           | 7º posto in Football League One                       |
| Oldham Athletic        | Oldham                   | Boundary Park         | 10º posto in Football League One                      |
| Port Vale              | Stoke-on-Trent (Burslem) | Vale Park             | 13º posto in Football League One                      |
| Rotherham United       | Rotherham                | Millmoor              | 20º posto in Football League One                      |
| Scunthorpe United      | Scunthorpe               | Glanford Park         | 12º posto in Football League One                      |
| Swansea City           | Swansea                  | Liberty Stadium       | 6º posto in Football League One                       |
| Tranmere Rovers        | Birkenhead               | Prenton Park          | 18º posto in Football League One                      |
| Yeovil Town            | Yeovil                   | Huish Park            | 15º posto in Football League One                      |

## Classifica finale
|  | Pos. | Squadra           | Pt | G  | V  | N  | P  | GF | GS | DR  |
|  | ---- | ----------------- | -- | -- | -- | -- | -- | -- | -- | --- |
|  | 1.   | Scunthorpe Utd    | 91 | 46 | 26 | 13 | 7  | 73 | 35 | +38 |
|  | 2.   | Bristol City      | 85 | 46 | 25 | 10 | 11 | 63 | 39 | +24 |
|  | 3.   | Blackpool         | 83 | 46 | 24 | 11 | 11 | 76 | 49 | +27 |
|  | 4.   | Nottingham Forest | 82 | 46 | 23 | 13 | 10 | 65 | 41 | +24 |
|  | 5.   | Yeovil Town       | 79 | 46 | 23 | 10 | 13 | 55 | 39 | +16 |
|  | 6.   | Oldham Athletic   | 75 | 46 | 21 | 12 | 13 | 69 | 47 | +22 |
|  | 7.   | Swansea City      | 72 | 46 | 20 | 12 | 14 | 69 | 53 | +16 |
|  | 8.   | Carlisle Utd      | 68 | 46 | 19 | 11 | 16 | 54 | 55 | -1  |
|  | 9.   | Tranmere          | 67 | 46 | 18 | 13 | 15 | 58 | 53 | +5  |
|  | 10.  | Millwall          | 66 | 46 | 19 | 9  | 18 | 59 | 62 | -3  |
|  | 11.  | Doncaster         | 63 | 46 | 16 | 15 | 15 | 52 | 47 | +5  |
|  | 12.  | Port Vale         | 60 | 46 | 18 | 6  | 22 | 64 | 65 | -1  |
|  | 13.  | Crewe Alexandra   | 60 | 46 | 17 | 9  | 20 | 66 | 72 | -6  |
|  | 14.  | Northampton Town  | 59 | 46 | 15 | 14 | 17 | 48 | 51 | -3  |
|  | 15.  | Huddersfield Town | 59 | 46 | 14 | 17 | 15 | 60 | 69 | -9  |
|  | 16.  | Gillingham        | 59 | 46 | 17 | 8  | 21 | 56 | 77 | -21 |
|  | 17.  | Cheltenham Town   | 54 | 46 | 15 | 9  | 22 | 49 | 61 | -12 |
|  | 18.  | Brighton          | 53 | 46 | 14 | 11 | 21 | 49 | 58 | -9  |
|  | 19.  | Bournemouth       | 52 | 46 | 13 | 13 | 20 | 50 | 64 | -14 |
|  | 20.  | Leyton Orient     | 51 | 46 | 12 | 15 | 19 | 61 | 77 | -16 |
|  | 21.  | Chesterfield      | 47 | 46 | 12 | 11 | 23 | 45 | 53 | -8  |
|  | 22.  | Bradford City     | 47 | 46 | 11 | 14 | 21 | 47 | 65 | -18 |
|  | 23.  | Rotherham Utd     | 38 | 46 | 13 | 9  | 24 | 58 | 75 | -17 |
|  | 24.  | Brentford         | 37 | 46 | 8  | 13 | 25 | 40 | 79 | -39 |

Legenda:
      Promosso in Football League Championship 2007-2008.
  Ammesso ai play-off.
      Retrocesso in Football League Two 2007-2008.
Regolamento:
Tre punti a vittoria, uno a pareggio, zero a sconfitta.
In caso di arrivo di due o più squadre a pari punti, la graduatoria verrà stilata secondo i seguenti criteri:
- differenza reti
- maggior numero di gol segnati

## Spareggi

### Play-off

#### Tabellone
|  | Semifinali | Semifinali        | Semifinali | Semifinali | Semifinali |  |  | Finale      | Finale      | Finale |  |
|  |            |                   |            |            |            |  |  |             |             |        |  |
|  | 6          | Oldham Athletic   | 1          | 1          | 2          |  |  |             |             |        |  |
|  | 3          | Blackpool         | 2          | 3          | 5          |  |  | Blackpool   | Blackpool   | 2      |  |
|  | 5          | Yeovil Town (dts) | 0          | 5          | 5          |  |  | Yeovil Town | Yeovil Town | 0      |  |
|  | 4          | Nottingham Forest | 2          | 2          | 4          |  |  |             |             |        |  |

#### Semifinali
|                   | Risultati |                   | Luogo e data               |
| ----------------- | --------- | ----------------- | -------------------------- |
| Yeovil Town       | 0-2       | Nottingham Forest | Yeovil, 11 maggio 2007     |
| Nottingham Forest | 2-5 (dts) | Yeovil Town       | Nottingham, 18 maggio 2007 |
|                   |           |                   |                            |
| Oldham Athletic   | 1-2       | Blackpool         | Oldham, 13 maggio 2007     |
| Blackpool         | 3-1       | Oldham Athletic   | Blackpool, 19 maggio 2007  |
|                   |           |                   |                            |

#### Finale
|           | Risultato |             | Luogo e data                     |
| --------- | --------- | ----------- | -------------------------------- |
| Blackpool | 2-0       | Yeovil Town | Londra (Wembley), 27 maggio 2007 |
|           |           |             |                                  |